# IF Cobran
IF Cobran var en idrottsförening från Stockholms söderort. Klubben bildades 1955 i trakterna av Hägersten. Inledningsvis hade man fotboll på programmet, men senare spelade man även ishockey och gick snabbt genom seriesystemet. Man vann klass 3 1965 och segrade sedan i klass 2 säsongen därefter. I klass 1 slutade man tvåa, vilket räckte för uppflyttning till division III som man vann första säsongen 1968/69. Även i Division II gjorde man bra ifrån sig. Säsongerna 1969/70 och 1970/71 placerade man sig på en tredje- respektive andraplats. 1971/72 gick det sämre, man slutade nia och flyttades tillbaka till division III. 1977 gick man samman med Farsta AIK till FoC Farsta.